# Pachylaena
Pachylaena es un género  de plantas con flores pertenecientes a la familia de las asteráceas. Comprende 5 especies descritas y de estas, solo 2 aceptadas.

## Taxonomía
El género fue descrito por D.Don ex Hook. & Arn. y publicado en Companion Bot. Mag. 1: 106. 1835. La especie tipo es: Pachylaena atriplicifolia D.Don ex Hook. & Arn.		

## Especies aceptadas
A continuación se brinda un listado de las especies del género Pachylaena aceptadas hasta julio de 2012, ordenadas alfabéticamente. Para cada una se indica el nombre binomial seguido del autor, abreviado según las convenciones y usos.
- Pachylaena atriplicifolia D.Don ex Hook. & Arn.
- Pachylaena rosea I.M.Johnst.